# Luis Bagué Quílez
Luis Bagué Quílez (Palafrugell, Gerona, 4 de diciembre de 1978) es un escritor, crítico literario y profesor universitario español.

## Biografía
Aunque nacido en Palafrugell, desde su infancia reside en Muchamiel (Alicante). Licenciado en Filología Hispánica por la Universidad de Alicante, es doctor desde 2005 en dicha especialidad por la misma universidad. Defendió la tesis titulada Poesía española en el final del milenio. Nuevos modos del compromiso. Géneros, tópica, tendencias, dirigida por Ángel Luis Prieto de Paula. Becario FPU, posteriormente trabajó como investigador "Ramón y Cajal" en la Universidad de Murcia, en la que actualmente es catedrático.

## Trayectoria
Ha publicado los siguientes libros de poemas: Telón de sombras (Madrid, Hiperión, 2002), El rencor de la luz (Talavera de la Reina, col. "Melibea", 2006), Un jardín olvidado (Madrid, Hiperión, 2007), Página en construcción (Madrid, Visor, 2011), Paseo de la identidad (Madrid, Visor, 2014), Clima mediterráneo (Madrid, Visor, 2017) y Desde que el mundo es mundo (Madrid, Visor, 2022). En colaboración con Joaquín Juan Penalva, ha escrito el libro de poemas cinéfilos Babilonia, mon amour (Murcia, Universidad de Murcia, 2005) y la plaquette Día del espectador (Logroño, Ediciones del 4 de agosto de 2009). También es autor del libro de relatos 5 capitales (Sevilla, Algaida, 2017) y de los ensayos La poesía de Víctor Botas (Gijón, Llibros del Pexe, 2004), Poesía en pie de paz. Modos del compromiso hacia el tercer milenio (Valencia, Pre-Textos, 2006), La Menina ante el espejo. Visita al Museo 3.0 (Madrid, Fórcola, 2016) y La poesía española desde el siglo XXI: una genealogía estética (Madrid, Visor, 2018). Codirigió los catorce números de la revista de poesía Ex Libris (1999-2015).

## Obra poética
- Telón de sombras (Madrid, Hiperión, 2002).
- Babilonia, mon amour (Murcia, Universidad de Murcia, 2005). En colaboración con Joaquín Juan Penalva.
- El rencor de la luz (Talavera de la Reina, col. "Melibea", 2006).
- Un jardín olvidado (Madrid, Hiperión, 2007).
- Página en construcción (Madrid, Visor, 2011).
- Paseo de la identidad (Madrid, Visor, 2014).
- Clima mediterráneo (Madrid, Visor, 2017).
- Desde que el mundo es mundo (Madrid, Visor, 2022).

## Obra narrativa
- 5 capitales (Sevilla, Algaida, 2017).

## Obra ensayística
- La poesía de Víctor Botas. Una relectura de los clásicos grecolatinos (Gijón, Llibros del Pexe, 2004).
- Poesía en pie de paz. Modos del compromiso hacia el tercer milenio (Valencia, Pre-Textos, 2006).
- La Menina ante el espejo. Visita al museo 3.0 (Madrid, Fórcola, 2016).
- La poesía española desde el siglo XXI: una genealogía estética  (Madrid, Visor, 2018).

## Ediciones
- Ricardo E. Molinari, Mundos de la madrugada [1927-1991]. Antología poética (Madrid, Huerga y Fierro, 2003).
- Julio Herrera y Reissig, Los éxtasis de la montaña. Antología poética (Madrid, Huerga y Fierro, 2005).
- Humberto Díaz-Casanueva, El blasfemo coronado [1926-1991]. Antología poética (Madrid, Huerga y Fierro, 2006). En colaboración con Joaquín Juan Penalva.
- Víctor Botas, Historias con Historia. Antología poética [1979-1994] (Oviedo, Trabe, 2009).
- Carlos Marzal, Los otros de uno mismo (Valladolid, Universidad de Valladolid, 2009).
- Ramón López Velarde, El minutero y otras crónicas (Madrid, Huerga y Fierro, 2011). En colaboración con Joaquín Juan Penalva.
- José Antonio Gabriel y Galán, Último naipe (Mérida, Editora Regional de Extremadura, 2011).
- Quien lo probó lo sabe: 36 poetas para el tercer milenio (Zaragoza, Institución Fernando el Católico, 2012).
- Un espejo en el camino: formas discursivas y representaciones estéticas para el siglo XXI (Madrid, Verbum, 2012).
- Malos tiempos para la épica. Última poesía española (2001-2012) (Madrid, Visor, 2013). En colaboración con Alberto Santamaría.
- Ramón López Velarde, La sangre devota. Antología poética (Madrid, Huerga y Fierro, 2014). En colaboración con Joaquín Juan Penalva.
- Monográfico Poesía española contemporánea (Ínsula, 805-806, 2014). En colaboración Ángel L. Prieto de Paula.
- Cosas que el dinero puede comprar. Del eslogan al poema (Madrid/Frankfurt, Iberoamericana/Vervuert, 2018).
- Del tópico al eslogan. Discurso, poesía y publicidad (Madrid, Visor, 2020). En colaboración con Susana Rodríguez Rosique.
- Horror en el hipermercado. Poesía y publicidad (Universidad de Valladolid, 2021). En colaboración con Susana Rodríguez Rosique.

## Galardones
- 2002: Premio de Poesía Joven "Antonio Carvajal" por Telón de sombras.
- 2003: Premio de Poesía "Ojo Crítico" de RNE por Telón de sombras.
- 2006: Premio de Poesía “Joaquín Benito de Lucas” por El rencor de la luz.
- 2006: Premio Internacional Gerardo Diego por Poesía en pie de paz. Modos del compromiso hacia el tercer milenio.
- 2007: Premio de Poesía “Hiperión” por Un jardín olvidado.
- 2010: Premio de Poesía "Unicaja" por Página en construcción.
- 2013: Premio de Poesía "Emilio Alarcos" por Paseo de la identidad.
- 2014: Finalista del Premio "Cosecha Eñe" por el relato El empleado del mes (Eñe. Revista para leer, 39 [Sangre nueva]).
- 2016: Premio Iberoamericano de Relatos "Cortes de Cádiz" por el libro 5 capitales.
- 2017: Premio de Poesía "Tiflos" por Clima mediterráneo.
- 2018: Premio de la Crítica por Clima mediterráneo.
- 2019: Premio del Tren / Antonio Machado por el poema 'Vagón silencio'.
- 2023: Premio de la Crítica Valenciana por Desde que el mundo es mundo.

## Antologías en las que aparece
- 33 de Radio 3. Poesía joven en La Estación Azul (Madrid, Calamar / Radio 3, 2004). Eds. Ignacio Elguero y Javier Lostalé.
- Nuevas maneras de contar un cuento (Gijón, Llibros del Pexe, 2005). Ed. José Ángel Gayol.
- La dolce vita. Poesía y cine (Málaga, Centro Cultural Generación del 27, 2010). Ed. Francisco Ruiz Noguera.
- Jugar con la poesía (Madrid, Residencia de Estudiantes, 2010).
- Ida y vuelta. Antología poética sobre el viaje (Granada, Fin de Viaje, 2011). Ed. Begoña Callejón.
- Veladas poéticas 2011 (Málaga / Santander, Centro Cultural Generación del 27 / UIMP, 2011).
- Nínfulas (Málaga, Antigua Imprenta Sur, 2011). Ed. Juan Bonilla.
- Campos magnéticos. Veinte poetas españoles para el siglo XXI (Monterrey [México], La Otra Libros / Universidad Autónoma de Nuevo León, 2011). Ed. Juan Carlos Abril.
- Monográfico Poesía española joven (Duende. Suplemento Virtual de Quaderni Ibero-Americani, 4, 2013). Ed. Marina Bianchi.
- Desviada luz. Antología gongorina para el siglo XXI (Madrid / Salamanca, Fragua / Delirio, 2014). Ed. Jesús Ponce Cárdenas.
- Humanismo solidario. Poesía y compromiso en la sociedad contemporánea (Madrid, Visor, 2014). Eds. Remedios Sánchez García y Marina Bianchi.
- El canon abierto. Última poesía en español (1970-1985) (Madrid, Visor, 2015). Eds. Remedios Sánchez García y Anthony L. Geist.
- Bajo las raíces (40 años de Sepulcro en Tarquinia)  (Sevilla, La Isla de Siltolá, 2015). Ed. Ben Clark.
- Monográfico El signo anunciado. La marca en la literatura y el arte (Litoral, 260, 2015).
- Nací el 21 en primavera. Voci dalla poesia spagnola contemporanea IV (Foggia [Italia], Sentieri Meridiani, 2016). Ed. Paola Laskaris.